# Ullmann Mónika
Ullmann Mónika (Budapest, 1973. augusztus 2. –) magyar színésznő.

## Életpályája
1976-tól gyermekszínészként játszott több gyermekfilmben és televíziós produkcióban, nyolcévesen szerepelt először a Nemzeti Színházban. Az Írtam a bátyámnak egy dalt című dallal részt vett az 1981-es Táncdalfesztiválon, majd 1982-ben a Moncsicsi című dallal gyakorlatilag beénekelte magát a hazai popkultúrába. Gyermekkorában vonzódott a tánchoz, különösen a néptánchoz.
1991-ben végzett az Állami Balettintézetben. 1993-ban felvételt nyert a Színház- és Filmművészeti Főiskolára Szinetár Miklós osztályába, majd 1997-ben megszerezte színészi diplomáját. 1991 és 1994 között Novák Ferenc táncosaként dolgozott.
1994-től játszik színpadon, elsőként a József Attila Színház színpadán lépett fel, ahol 2011-ig a társulat tagja is volt, majd szabadúszó lett. Az ország több színházában is felkérték különböző szerepek megformálására. 2013-tól 2016-ig a Miskolci Nemzeti Színház művésze volt. Vendégként játszott a Budapesti Operettszínházban, a Székesfehérvári Vörösmarty Színházban, a Veszprémi Petőfi Színházban, a Békéscsabai Jókai Színházban, a Győri Nemzeti Színházban, a Soproni Petőfi Színházban és a Nyíregyházi Móricz Zsigmond Színházban. Az utóbbi időkben az Orlai produkció előadásaiban szerepel.
A színházi munkái mellett számos filmben és televíziós produkcióban is szerepelt, szereplője volt az Égigérő fű című filmnek, a Szomszédok című teleregénynek és a Barátok közt című televíziós sorozatnak. Szinkronizál is.
Népszerű, sokat foglalkoztatott színésznő, magánéletéről ritkán és keveset nyilatkozik.
A Miller Zoltánnal való kapcsolatából született egy fia: Miller Dávid.

## Színpadi szerepei
- Simon Stephens: Heisenberg – Georgie (2018, Orlai Produkciós Iroda, r: Szabó Máté)
- Dömötör Tamás: Isten hozott a majomházban! – Nancy McLehan (2018, MU Színház, r: Dömötör Tamás)
- Ken Ludwig: Sherlock Holmes: A Sátán kutyája – színésznő (2017, Móricz Zsigmond Színház, r: Szente Vajk)
- Maitland: Tagad, Tagadj, Tagadj – Rona (2017, Orlai Produkciós Iroda, r: Szabó Máté)
- Lengyel Nagy Anna: Élettörténetek.hu – Bella (2017, Orlai Produkciós Iroda, r: Szabó Máté)
- Caragiale: Zűrzavaros éjszaka – Veta (2016, Miskolci Nemzeti Színház, r: Rusznyák Gábor)
- Albee: Mindent a kertbe – Jennifer (2016, Miskolci Nemzeti Színház, r: Zsótér Sándor)
- Füst Milán: Boldogtalanok: Róza (2015, Miskolci Nemzeti Színház, r: Szabó Máté)
- Móricz Zsigmond: Erdély – Tündérkert (2015, Miskolci Nemzeti Színház, r: Keszég László)
- Zilahy Lajos: Halálos tavasz - Józsa (2015, Városmajori Szabadtéri Színpad, r: Hidvégi Nóra)
- Miller: Pillantás a hídról – Beatrice (2015, Miskolci Nemzeti Színház, r: Lukáts Andor)
- Frayn- Mohácsi: Veszett fejsze (2014, Miskolci Nemzeti Színház, r: Béres Attila)
- Tasnádi István: Kokainfutár – Maria Kroll (2014, Miskolci Nemzeti Színház, r: Szőcs Artur)
- Roland Schimmelpfennig: Nő a múltból – Romy (2014, Miskolci Nemzeti Színház, r: Szabó Máté)
- László Imre: Illatszertár: Balázs kisasszony (2014, Miskolci Nemzeti Színház, r: Szabó Máté)
- Feydeau: Kézről kézre – Francine (2013, Miskolci Nemzeti Színház, r: Keszég László)
- Ionesco: A kopasz énekesnő - Mrs Smith (2013, Miskolci Nemzeti Színház, r: Keszég László)
- Eisemann-Szilágyi: Én és a kisöcsém - Kelemen Kató (2012, Miskolci Nemzeti Színház, r: Szabó Máté)
- Kander-Ebb: Kabaré - Sally Bowles (2012, Székesfehérvári Vörösmarty Színház, Veszprémi Petőfi Színház, Békéscsabai Jókai Színház, Soproni Petőfi Színház, r: Szabó Máté)
- Agatha Christie: Fekete kávé – Lucia (2012, Vörösmarty Színház, r: Telihay Péter)
- Kander-Ebb: Chicago - Velma Kelly (2012, Miskolci Nemzeti Színház, r: Béres Attila)
- Sartre: Zárt tárgyalás – Estelle (2011, Vörösmarty Színház, r: Harangi Mária)
- Schwart-Tebelak: Godspell (2010, Vörösmarty Színház, r: Szűcs Gábor)
- Lloyd-Croft: Hallo, hallo –Yvette (2010, József Attila Színház, r: Méhes László)
- Makszim Gorkij: Éjjeli menedékhely – Anna (2009, József Attila Színház, r: Horváth Csaba)
- Ray Cooney–Tony Hilton: Négyesikrek - Cynthia Hardcastle (2009, József Attila Színház, r: Méhes László)
- Hamvai Kornél: Harmadik figyelmeztetés - Vagács Júlia (2009, József Attila Színház, r: Léner Péter)
- Ray Cooney–John Chapman: Kölcsönlakás visszajár - Linda Lodge (2008, József Attila Színház, r: Méhes László)
- Friedrich Dürrenmatt: Az öreg hölgy látogatása – Ottilie (2008, József Attila Színház, r: Zsótér Sándor)
- Francis Veber: Bérgyilkos a barátom – Louse (2008, József Attila Színház, r: Léner Péter)
- Nemes István: Sose halunk meg – Nusi (2007, József Attila Színház, r: Szabó Máté)
- Edward Taylor: Legyen a feleségem – Helen Foster (2007, József Attila Színház, r: Léner Péter)
- Shakespeare: Ahogy tetszik – Célia (2007, József Attila Színház, r: Hargitai Iván)
- Fényes Szabolcs-Harmath Imre: Maya – Barbara (2006, Győri Nemzeti Színház, r: Bor József)
- Alan Ayckbourn: Hogy szeret a másik? - Fiona Foster (2005, József Attila Színház, r: Jirí Menzel)
- Csiky Gergely: Kaviár – Lilly (2005, József Attila Színház, r: Iglódi István)
- Ron Aldridge: Csak kétszer vagy fiatal – Suzy (2005, József Attila Színház, r: Léner Péter)
- Tasnádi István: A Kobra – Ankica (2004, József Attila Színház, r: Méhes Csaba)
- Feydeau: Egy hölgy a Maximból - Osztrigás Mici (2004, József Attila Színház, r: Szőke István)
- Beaton: Mosolykommandó – Asha (2004, József Attila Színház, r: Sztarenki Pál)
- Ken Ludwig: Primadonnák – Maggie (2004, József Attila Színház, r: Méhes László)
- Oscar Wilde: Bunbury, avagy Szilárdnak kell lenni – Cecily Cardew (2003, József Attila Színház, r: Koltai Róbert)
- Hervé: Nebántsvirág – Denise (2003, József Attila Színház, r: Méhes László)
- H.Keroul-A.Barré: Léni néni – Gilberte (2002, József Attila Színház, r: Kerényi Imre)
- Horváth Péter: Kilencen mint a gonoszok – Áprilka (2002, József Attila Színház, r: Léner Péter)
- Shakespeare: Ahogy tetszik (2001, Fiatalok Színháza a Stefánián, r: Szurdi Miklós)
- Ábrahám-Szilágyi-Kellér: 3:1 a szerelem javára – Gingi (2001, József Attila Színház, r: Radó Denise)
- Fenyő Miklós-Novai Gábor: Hotel Menthol – Bambi (2001, Budapesti Operettszínház, r: Korcsmáros György)
- Marcell Archard: A bolond lány - Josefa Lantenay (2001, József Attila Színház, r: Koltai Róbert)
- Radó Denise: Galambos Erzsi – Az első 70 évem (2001, József Attila Színház, r: Radó Denise)
- Ken Ludwig: Botrány az operában - Diana (2001, József Attila Színház, r: Schlanger András)
- Dumas: A három testőr – Bonacieuxné (2000, József Attila Színház, r: Balikó Tamás)
- Romhányi: Hamupipőke – Aranyka (2000, József Attila Színház, r: Benedek Árpád)
- Francis Veber: Balfácánt vacsorára! – Marléne (1999, József Attila Színház, r: Valló Péter)
- Schnitzler: Körbe-körbe (1999, József Attila Színház, r: Bal József)
- Eisemann: Egy csók és más semmi – Anni (1999, József Attila Színház, r: Schlanger András)
- Kocsák Tibor: Budapest, te csodás (1998, József Attila Színház, r: Léner Péter)
- Kander-Ebb: Chicago – Velma Kelly (1998, József Attila Színház)
- Ephraim Kishont: A házasságlevél – Ajala (1997, József Attila Színház, r: Ephraim Kishon)
- Ken Ludwig: Sherlock Holmes - 12 szerep
- Miskolci Balett: Nagy Gatsby - Dizőz
- Nevet a Róth - Zsidó Nyári Fesztivál 2007
- Gershwin-Ludwig: Crazy for you - Polly Backer
- Jacobs-Casey: Grease - Sandy
- Duval: Potyautas - Martin Be
- Duval: Francia szobalány - Phillis
- Spíró György: Vircsaft - Csajóca
- Pozsgai-Nagy Tibor: Kölyök - Lucy
- Shaffer: Black Comedy - Carol Melket
- Kocsák–Nagy: Járom az utam…
- Klaus Mann: Mefisztó - Carola Martin

## Filmjei

### Játékfilmek
- Erőd (1979)
- Égigérő fű (1979)
- Mese habbal (1979)
- A szeleburdi család (1981)
- Az élet muzsikája (1984)
- Áldott állapot (1998)
- 6:3, avagy Játszd újra Tutti (1999)
- Hippolyt (1999)
- Világszám (2004)
- Kútfejek (2006)
- Egy bolond százat csinál (2006)
- S.O.S. Szerelem (2006)

### Tévéfilmek
- Utolsó alkalom (1981)
- Nápolyi mulatságok (1982)
- Hello, Einstein! (1982)
- Legyél te is Bonca (1984)
- Nehéz nőnek lenni? (1986)
- Lány a levesemben (1992)
- Szomszédok (1993, 1997)
- Família Kft. - Vera
- Barátok közt - Marosi Krisztina (1998–2000) (5.-796. rész)
- Zsaruvér és Csigavér I.: A királyné nyakéke (2001)
- Rivalda - Duna Tv
- 100 éves a magyar kabaré (2007)
- Tiszta kabaré (2008)
- Csak kétszer vagy fiatal (2009)
- Jóban Rosszban - Balatoni Andrea (2011–2014)
- Tóth János (2017)
- A tanár (2018)
- Drága örökösök (2019)
- Keresztanyu (2021–2022)
- Apatigris (2021–2023)
- Drága örökösök – A visszatérés (2023–2024)
- Pokoli rokonok (2025)

### Tévéműsorok
- Barkács csaj (2011)

### Szinkronhang
- Micsoda nők! (2014)
- Papás-babás (2012)
- Bűbájos boszorkák (Charmed) - Piper Halliwell (Holly Marie Combs)
- Perla, a fekete gyöngy (Perla) - Perla (Silvia Navarro)
- Vészhelyzet - Dr. Jing-Mei "Deb" Chen (Ming-Na Wen,1995, 2000-2004)
- Marina - Sara López – Elizabeth Cervantes

## Díjai
- József Attila-gyűrű (2003, 2007)
- Miskolci Nemzeti Színház – az évad színésznője (2015)[2]
- Városmajori Színházi Szemle – legjobb epizódszereplő (Caragiale: Zűrzavaros éjszaka - Veta) (2016)[3]
- Vidéki Színházak Fesztiválja – legjobb női alakítás (Miller: Pillantás a hídról - Beatrice) (2016)[3]